# Хилсборо (Крайстчерч)
Хилсборо (англ. Hillsborough) — южный пригород Крайстчерча на Южном острове Новой Зеландии, расположенный примерно в 4 км к юго-востоку от центра города.

## История
Первым европейцем — владельцем земли в этой местности был Эдвард Гарланд (англ. Edward Garland). Он назвал своё имение Брумфилд-Фарм (англ. Broomfield Farm) и поселился здесь со своей женой Энни в 1854 году. Гарланд разводил крупный рогатый скот на низменности к югу от реки Хиткот, а также овец на склонах Порт-Хиллз. Позже ферма была переименована в Хилсборо, а название Брумфилд со временем вышло из употребления по мере развития района. К моменту включения района в состав Большого Крайстчерча в 1945 году название Хилсборо использовалось исключительно в качестве названия. Несмотря на это, ранняя история района до сих пор отражается в названиях некоторых улиц, а главная магистраль пригорода — Гарлендс-роуд (англ. Garlands Road) — названа в честь семьи Гарланд и повторяет маршрут их первоначальной подъездной дороги.

## Территория пригорода
Жилые и промышленные районы пригорода в значительной степени разделены: большая часть земли вокруг основания Порт-Хиллз на юге пригорода отнесена к промышленным зонам, а жилые районы находятся дальше к северу, вблизи реки Хиткот. Территория вокруг основания холмов издавна использовалась в промышленных целях, и ранее на ней располагались многочисленные кирпичные заводы.

## Демография
Хилсборо занимает площадь 1,64 км2. По оценкам, на июнь 2021 года его население составляло 2490 человек, плотность населения — 2371 человек на км2.
По данным переписи населения Новой Зеландии 2018 года, население Хилсборо составляло 2370 человек, что на 144 человека (6,5 %) больше по сравнению с переписью 2013 года и на 162 человека (-6,4 %) меньше по сравнению с переписью 2006 года. Насчитывалось 897 домохозяйств. Было 1200 мужчин и 1170 женщин, что даёт соотношение полов 1,03 мужчины на одну женщину. Средний возраст составлял 40 лет (по сравнению с 37,4 годами по стране), 456 человек (19,2 %) в возрасте до 15 лет, 405 (17,1 %) в возрасте от 15 до 29 лет, 1146 (48,4 %) в возрасте от 30 до 64 лет и 360 (15,2 %) в возрасте 65 лет и старше.
Этническая принадлежность: 90,5 % — европейцы/пакеха, 8,9 % — маори, 2,2 % — тихоокеанцы, 4,7 % — азиаты и 2,2 % — другие этнические группы (общее число превышает 100 %, так как люди могут относиться к нескольким этническим группам). Доля людей, родившихся за границей, составила 22,2 %, по сравнению с 27,1 % по стране.
Хотя некоторые люди отказались назвать свою религию, результаты опроса показали, что 55,7 % населения не исповедуют никакой религии, 32,8 % являются христианами, 0,4 % — индуистами, 0,3 % — мусульманами, 0,6 % — буддистами и 2,9 % исповедуют другие религии.
Из тех, кому не менее 15 лет, 621 (32,4 %) человек имели степень бакалавра или выше, а 243 (12,7 %) человека не имели формальной квалификации. Медианный доход составлял 38 300 новозеландских долларов, по сравнению с $31 800 по стране. Статус занятости лиц в возрасте не менее 15 лет был следующим: 996 (52,0 %) человек были заняты полный рабочий день, 318 (16,6 %) — неполный рабочий день и 48 (2,5 %) — безработные.